# Nyizsnyij Novgorod
Nyizsnyij Novgorod (orosz betűkkel: Нижний Новгород, nevének jelentése „Alsó-Novgorod, Alsó-Újváros”) Oroszország Nyizsnyij Novgorod-i területének központja, a Volgamenti szövetségi körzet székhelye. A hatodik legnagyobb város Oroszországban Moszkva, Szentpétervár, Novoszibirszk, Jekatyerinburg és Kazany után. Lakossága 1 297 600 fő (2005); 1 250 619 fő volt a 2010. évi népszámláláskor. 1932-től 1990-ig a Gorkij nevet viselte híres szülötte, Makszim Gorkij után.

## Történelme

### Középkori fejedelmek székhelye
A várost II. György Vszevolodovics vlagyimiri nagyfejedelem alapította 1221-ben, fejedelemsége két legfontosabb folyója, a Volga és az Oka összefolyásánál. A város neve szó szerint „Alsó-Újváros”, megkülönböztetendő a régebbi Novgorodtól (ma: Velikij Novgorod, „Nagy-Újváros”). A város kiemelkedően fontos határvédelmi erősség volt, erődjét a két folyó természetes várárokként védte.
Moszkva és Tver mellett Nyizsnyij Novgorod is azon új alapítású városok sorába tartozott, amelyek jelentéktelenségük miatt elkerülték az oroszországi mongol invázió pusztításait, majd a „tatár iga” alatt fontos orosz politikai központtá nőtték ki magukat. Fontossága tovább nőtt, amikor a hatalmas szuzdali fejedelemség székhelye Gorogyecből ide költözött 1350-ben. Dmitrij Konsztantyinovics nagyfejedelem (1323–1383) székhelyét Moszkvával felérő rivális központtá szándékozott fejleszteni. Kőből fellegvárat és számos templomot építtetett, történészeket patronált. A város 1341-től 50 éven át az önálló Nyizsnyij Novgorod-i fejedelemség székhelye volt. 1377-ben az Arany Horda seregei felégették.

### A moszkvai állam része
1392-ben az addig önálló fejedelemséget I. Vaszilij a moszkvai nagyfejedelemséghez csatolta. 1408-ban a várost Jedigej kán csapatai pusztították.
A Kazanyi Kánság elleni védekezésül a moszkvai állam új erődítményt emeltetett: a ma is látható Kreml téglából készült falait és bástyáit 1509-ben kezdték építeni.
Kazany, majd Asztrahán elfoglalása után a Kreml hadászati jelentőségét elvesztette, de maga a város a Kelettel való orosz kereskedelem központja lett, a 17. században itt állították össze a hajókaravánokat és toboroztak hozzájuk legénységet. 1714-ben kormányzósági székhely, majd a 18. század végére az egész régió központja. Ekkor alakult az első négy-osztályos népiskola, az első nyilvános színház, a közkórház, a kormányzósági nyomda.
1817-ben az országos hírű makarjevkai vásárt ide, a város mellé, az Oka túlsó partjára helyezték át. Ettől kezdve csaknem egy évszázadon át Európa egyik legjelentősebb vásáraként tartották számon. A vásár meggyorsította Nyizsnyij Novgorod és környéke fejlődését, jelentős városépítési és városrendezési munkák kezdődtek, és hamarosan megjelentek az első ipari létesítmények is.
1849-ben a szomszédos faluban hajóépítő üzemet alapítottak, mely idővel a város egyik meghatározó vállalatává fejlődött. 1847-ben megépült az első vízvezeték, 1862-ben megnyitották a Moszkva – Nyizsnyij Novgorod vasútvonalat, 1896-ban az itt megrendezett Összoroszországi kereskedelmi és ipari kiállítás idején elindult az első villamos. Ezen a kiállításon mutatták be többek között Alekszandr Popov – világelső vagy Marconival egyidejűleg feltalált – rádióját, valamint az első orosz automobilt. A kiállításra épült meg a városi színház, a bíróság, a tőzsde és több szálloda ma is álló épülete is.
A városban 1917-ben győzött a szovjet hatalom. 1929-ben a szomszédos ipari településeket a városhoz csatolták, kerületeket alakítottak ki, maga a város pedig – a megszűnő kormányzóságok helyén alakult új közigazgatási egység – a Nyizsnyij Novgorod-i terület székhelye lett. Az 1930-as években felgyorsult az ipari fejlődés, 1932-ben termelni kezdett a város legnagyobb vállalata, az autógyár. A következő évben adták át az Oka feletti első állandó közúti hidat, majd megépült a vasúti híd a Volgán.

## Gazdaság, közlekedés
Nyizsnyij Novgorod országos jelentőségű közlekedési csomópont, itt vezet a Transzszibériai vasútvonal egyik ága is. A folyókon öt híd ível át, repülőtere és folyami kikötője egyaránt igen forgalmas. A hajózást és az energiaellátást a közeli volgai vízierőmű és víztározó segíti. A városi közlekedés fő eszköze a metró. Repülőtere a Sztriginói repülőtér.
Legfontosabb iparvállalatok:
- Gorkiji Autógyár (GAZ); innen kerültek ki a korábban Magyarországon is forgalmazott GAZ terepjárók és Volga személygépkocsik is. (A gyár az 1990-es évek privatizációs botrányairól is elhíresült.)
- A Szokol Repülőgépgyár. Az egykori 21-es számú Állami Repülőgépgyár (GAZ–21) 1932. február 1. óta működik. Az első ott előállított első repülőgép az I–5 vadászrepülőgép volt. A második világháború idején a Lavocskin tervezőiroda gépeit (La–5, La–7) készítette. 1946 óta a Mikojan tervezőirodával működik együtt a gyár, a MiG–15-től kezdődően a sorozat valamennyi típusát ott gyártották.
- Hajógyár, ahol hajókon kívül vasúti kocsik, mozdonyok, villamosok is készültek.

Továbbá kohászati, könnyűipari, élelmiszeripari vállalatok.
A vásáráról híres, korábban nyitott város a szovjet időszakban hadiipari létesítményei miatt zárt város volt.

## Éghajlat
| Hónap                         | Jan.  | Feb.  | Már.  | Ápr.  | Máj. | Jún. | Júl. | Aug. | Szep. | Okt.  | Nov.  | Dec.  | Év    |
| ----------------------------- | ----- | ----- | ----- | ----- | ---- | ---- | ---- | ---- | ----- | ----- | ----- | ----- | ----- |
| Rekord max. hőmérséklet (°C)  | 5,5   | 7,0   | 17,3  | 26,3  | 32,5 | 36,3 | 38,3 | 38,0 | 31,0  | 24,2  | 13,2  | 8,5   | 38,3  |
| Átlagos max. hőmérséklet (°C) | −5,9  | −5,3  | 1,2   | 10,9  | 18,7 | 22,6 | 24,7 | 22,1 | 15,7  | 8,0   | −0,5  | −4,6  | 9,0   |
| Átlaghőmérséklet (°C)         | −8,9  | −8,8  | −2,6  | 6,1   | 12,9 | 17,2 | 19,4 | 16,9 | 11,1  | 4,7   | −2,8  | −7,3  | 4,9   |
| Átlagos min. hőmérséklet (°C) | −11,7 | −11,8 | −5,9  | 2,0   | 7,8  | 12,5 | 14,7 | 12,6 | 7,6   | 2,1   | −4,8  | −9,9  | 1,3   |
| Rekord min. hőmérséklet (°C)  | −41,2 | −37,2 | −28,3 | −19,7 | −6,9 | −1,8 | 4,1  | 0,9  | −5,5  | −16,0 | −29,4 | −41,4 | −41,4 |
| Átl. csapadékmennyiség (mm)   | 45    | 36    | 35    | 35    | 46   | 78   | 78   | 68   | 61    | 62    | 52    | 52    | 648   |
| Forrás:                       |       |       |       |       |      |      |      |      |       |       |       |       |       |

## Kultúra, felsőoktatás

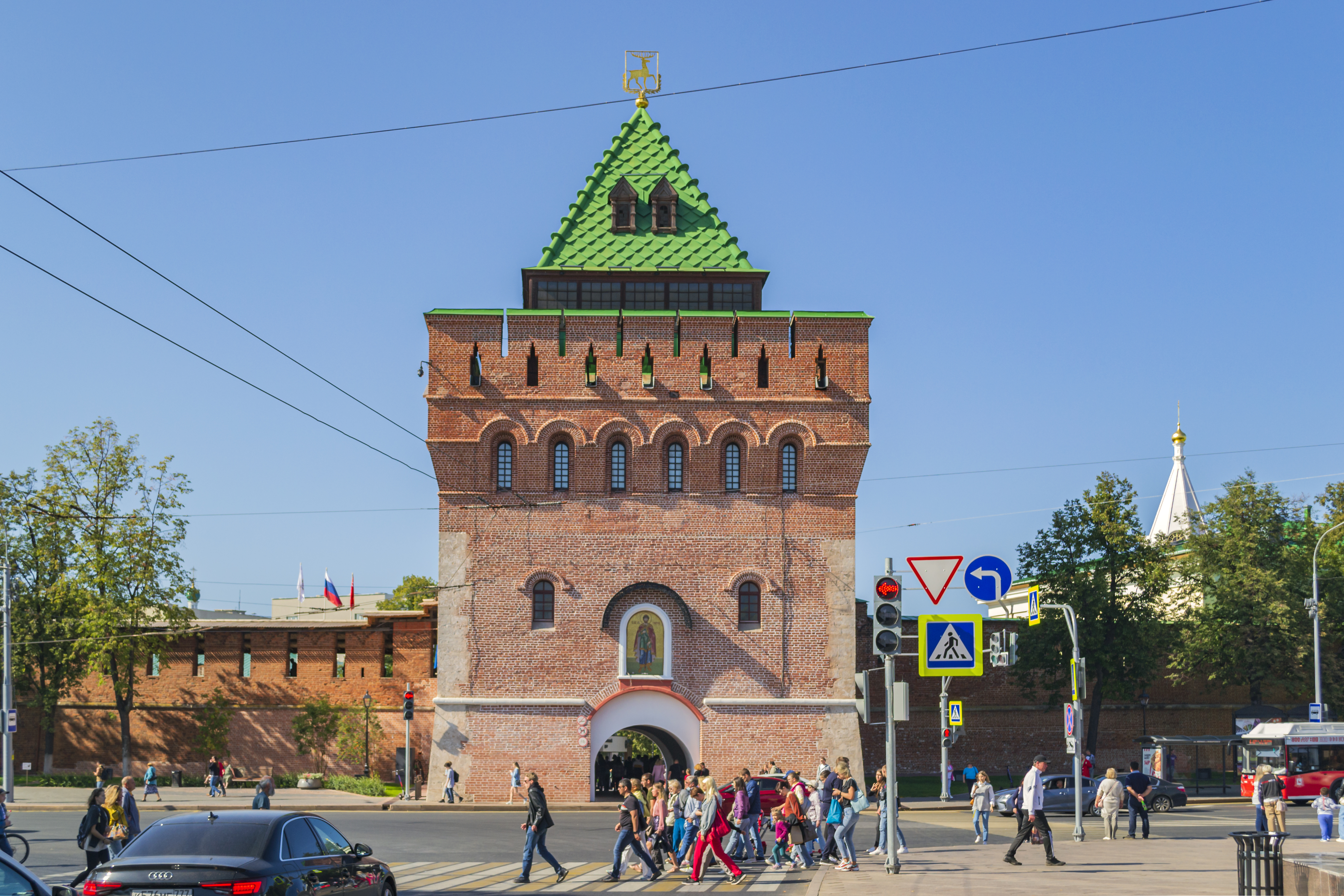
Részlet a Nyizsnyij Novgorod-i Kremlből

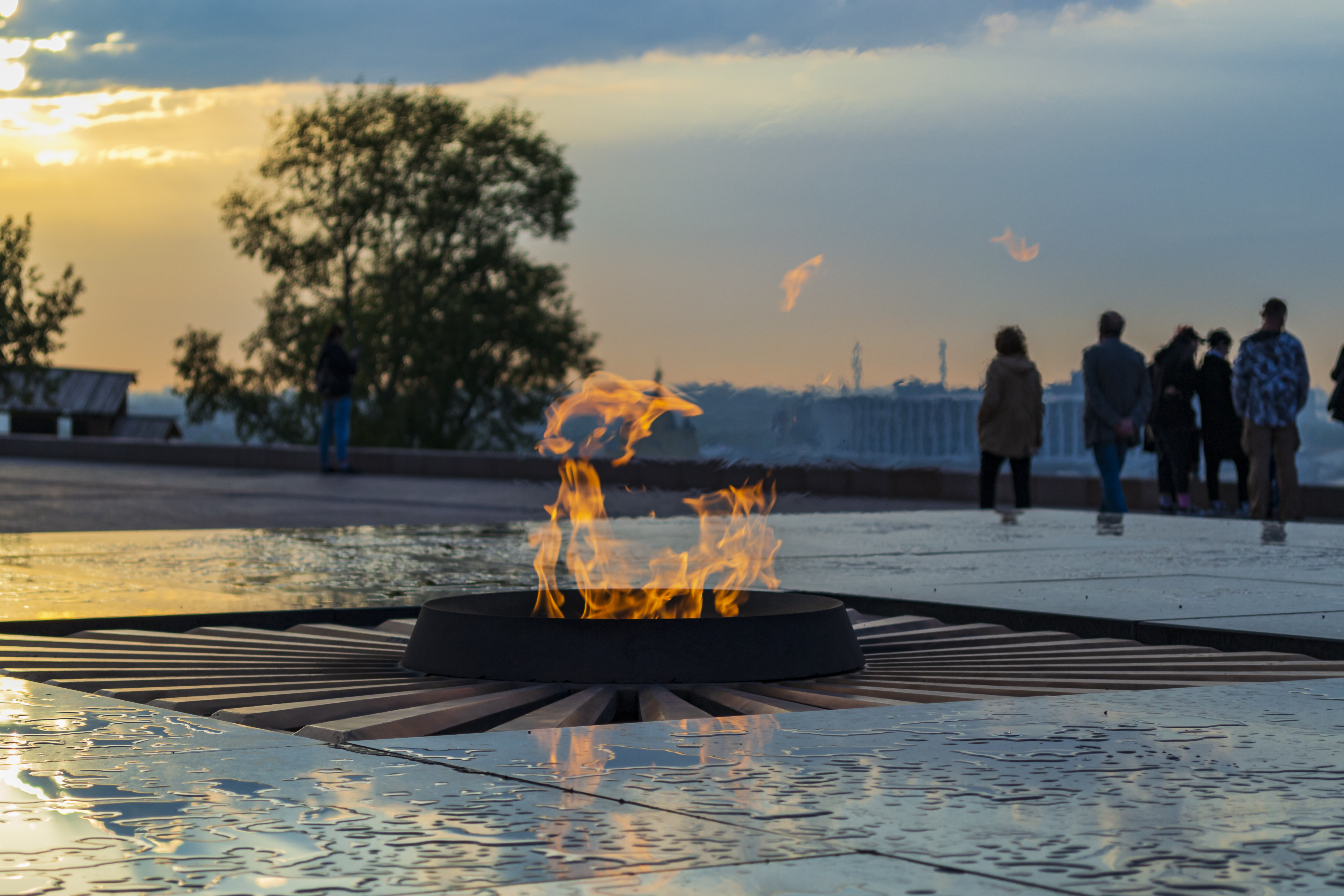
Emlékláng a Nyizsnyij Novgorod-i Kremlben

A Lobacsevszkij nevét viselő Állami Egyetemnek 26 ezer hallgatója, 27 kara, 122 tanszéke, 6 tudományos kutató intézete van. Alkalmazottai számát tekintve a város harmadik legnagyobb intézménye (az autógyár és a vasút után).
További jelentős felsőoktatási intézmények: műszaki egyetem, út- és építészmérnöki egyetem, tanárképző egyetem, valamint államigazgatási, hajózási és mezőgazdasági akadémia.
Nyizsnyij Novgorod hagyományosan kulturális központ. Az orosz vidéki városok közül itt rendezték az első képzőművészeti kiállítást (1886), itt nyitották meg az egyik legelső zeneiskolát (1870-es évek), itt éltek és alkottak a fotográfia első oroszországi mesterei.
Történeti múzeumát 1877-ben, szépművészeti múzeumát 1896-ban alapították.
Különlegesek a három vállalat-óriás (autó-, hajó-, repülőgyár) gyár- és technikatörténeti állandó kiállításai.
A városnak a Puskin nevét viselő Operaház mellett több prózai és zenei színháza van.

## Jelenleg
A városvezetés mai szerkezete 1996-ban alakult ki, élén a választott polgármester – orosz szóval: мэр (mer) – áll. Ezt a tisztséget 2018 januárja óta Vlagyimir Alekszandrovics Panov tölti be.
A város nyolc kerületből áll. Első számú látnivalója a Kreml – a város történelmi központjában, 2 km hosszú falaival és 13 bástyájával. A Kreml legrégibb épülete a Mihajlo-Arhangelszij székesegyház (1631).

## A város hírességei
- Nyikolaj Ivanovics Lobacsevszkij, matematikus (1792–1856)
- Nyikolaj Alekszandrovics Dobroljubov irodalomkritikus (1836–1861)
- Alekszej Makszimovics Gorkij, író (1868–1936). Szülőháza ma emlékmúzeum.
- Kuzma Minyin (? – 1616), a város polgára. Itt kezdte szervezni azt a felkelő sereget, amely a lengyelek által megszállt Moszkvát Dmitrij Pozsarszkij herceg vezetésével 1612-ben felszabadította.
- Andrej Dmitrijevics Szaharov, fizikus, Nobel-békedíjas (1921–1989). A szovjet korszak végének egyik legismertebb ellenzéki személyisége; nem a város szülötte, de itt töltötte száműzetését, (csaknem hét évet, 1986 decemberéig) politikai nézetei miatt. Emlékét a városban múzeum őrzi.

## Testvértelepülések

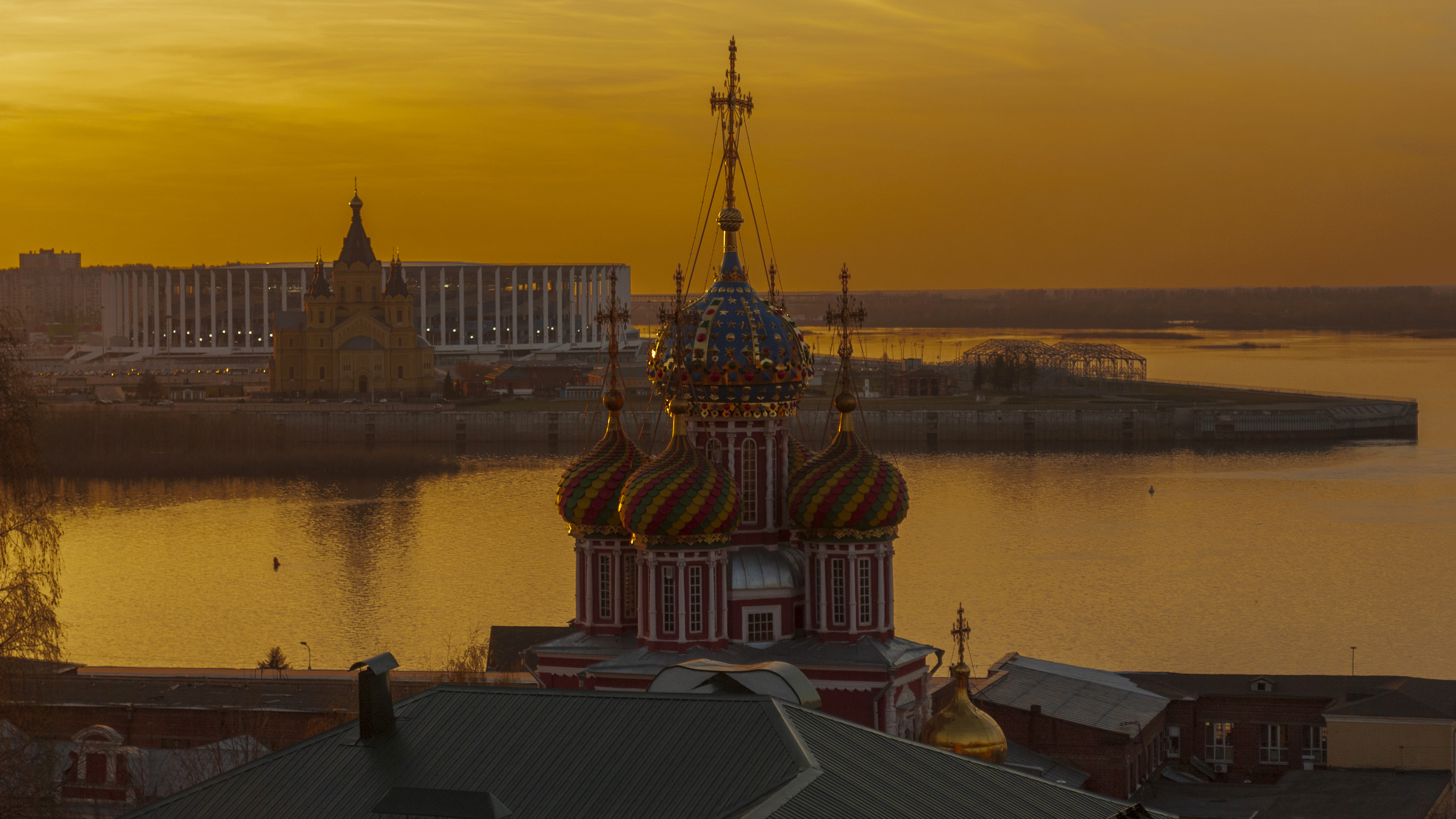
A Születés templomai és a Kanavinszkij híd az Oka folyó felett

- Essen, Németország (1991)
- Linz, Ausztria (1993)
- Philadelphia, Egyesült Államok (1994)
- Csinan, Kína (1994)
- Tampere, Finnország (1995)
- Harkiv, Ukrajna (2001)
- Matanzas, Kuba (2004)
- Szuvon, Dél-Korea (2005)
- Újvidék, Szerbia (2006)
- Sant Boi de Llobregat, Spanyolország (2008)
- Barcelona, Spanyolország (2009)